# 卡通貝拉
卡通貝拉（英語：Catumbela），是個位於安哥拉西部的城鎮，由本吉拉省負責管轄，距離大西洋沿岸6公里，該城鎮設有火車站和機場，2012年人口為16,977。

## 历史
18世纪末和19世纪初，葡萄牙人在当地建立了城堡，当今已经破旧，当地政府计划将其改建为图书馆。
在2011年之前，卡通貝拉一直是洛比托的一个公社。之后才成为一个自治市。

## 交通
卡通貝拉位于安哥拉国家铁路网中，并拥有卡通布拉机场。